# Prímás-sziget
A Prímás-sziget a Duna esztergomi szakaszánál található. A belvároshoz legközelebb elhelyezkedő, észak-dél irányba húzódó sziget. Hossza körülbelül 2,7 km. Tőle nyugatra, folyik a Duna főága, keletre, és északra az úgynevezett Kis-Duna, hivatalos nevén a Prímás-szigeti mellékág.

## Története
A Palkovics-pad közelében, a Duna partján a szakirodalom sokáig egy négy saroktornyos római castrum maradványiról számolt be, azonban egy 1953-as ásatás szerint a romok egy Gizella királyné által alapított bencés kolostor maradványai a 11. századból, a Szűz Mária templom és kolostor. Maradványait, és a kolostor kertjében lévő temetkezési kápolna alapfalait a hajóállomástól 200 méterre, délre tárták fel.
Eredetileg két különálló szigetből állt (a Prímás- és a tőle északra fekvő Vízivárosi szigetből), amik között lévő csatornát a 19. században feltöltötték, ezzel kialakítva a mai szigetet. Az 1850-es években nagyfokú tereprendezését, szintezést végeztek a szigeten. A mai Gőzhajó utca környékén volt egykor a prímáskert, valamint a magyar és a német hajóállomás.

## A szigeten
A szigeten számos sportpálya van, itt van az otthona a sokszoros bajnok Esztergomi Vitézek Suzuki rögbicsapatának. Az északi, beépített részén pedig több intézmény is működik, mint például a Suzuki Aréna (korábbi nevén a Pézsa Tibor Városi Sportcsarnok), a Zsolt Nándor Zene- és Művészeti Iskola, a Pázmány Péter Katolikus Egyetem Gyakorló Általános Iskolája, 2007-ig a Helischer József Városi Könyvtár (korábban Babits Mihály Városi Könyvtár), az 1985-ben átadott Hotel Esztergom, kemping, a 2005-ben átadott Aquasziget Esztergom elnevezésű élmény-, gyógy- és termálfürdő és egy 2008 novemberében átadott mélygarázs, illetve két szálloda a fürdő közvetlen szomszédságában. Az északi csücskén, a Duna és a Kis-Duna összefolyásánál áll az 1935. október 6-án felavatott országzászló, ahol emléktábla emlékezik meg arról, hogy Rákóczi Ferenc ott pihent meg Esztergom bevétele után. Egyedülálló módon később ugyanezen a helyen fordult meg Kossuth Lajos és Széchenyi István is.
A sziget déli vége külterület, ez a rész máig őrzi az ártéri zöldterület jellegét.
A sportcsarnok környékén rendezték meg évente a Fesztergom elnevezésű zenei fesztivált. A keleti parton húzódik a Gesztenye fasor nevű sétány, ezen a Kis-Duna ágon yachtkikötők sorakoznak. Nyáron vadlibák, vadkacsák lepik el, a Kis-Duna–ágon az utóbbi években a hattyú is megtelepedett. A környék rovarvilága szintén gazdag.

## Közlekedés
Gépkocsival a Mária Valéria hídon, a Bottyán hídon, és a Szent Erzsébet hídon, gyalogosan a Kossuth hídon, és a „Lépcsős” vagy Szent Miklós hídon lehet megközelíteni; főutcája a Mária Valéria hidat és a Szent Erzsébet hidat összekötő 11 326-os számú mellékút (Nagy Duna-sétány, Helischer József út). A szigeten található továbbá Esztergom hajóállomása, és a Duna-híd 2001-es átadása előtt innen indultak a kompjáratok is a szomszédos Párkányba. A közlekedést nehezíti, hogy árvíz idején a sziget nagy részét rendszeresen elönti a Duna, bizonyos részeit megközelíthetetlenné téve. Ilyenkor több hidat is le kell zárni. A város vezetése a szigetre szándékozik áthelyezni az addig a Kis Duna sétány mentén fővédvonalként húzódó árvízvédelmi gátat. Az építkezés előkészületi munkálatai 2024 januárjában kezdődtek el.

## Galéria

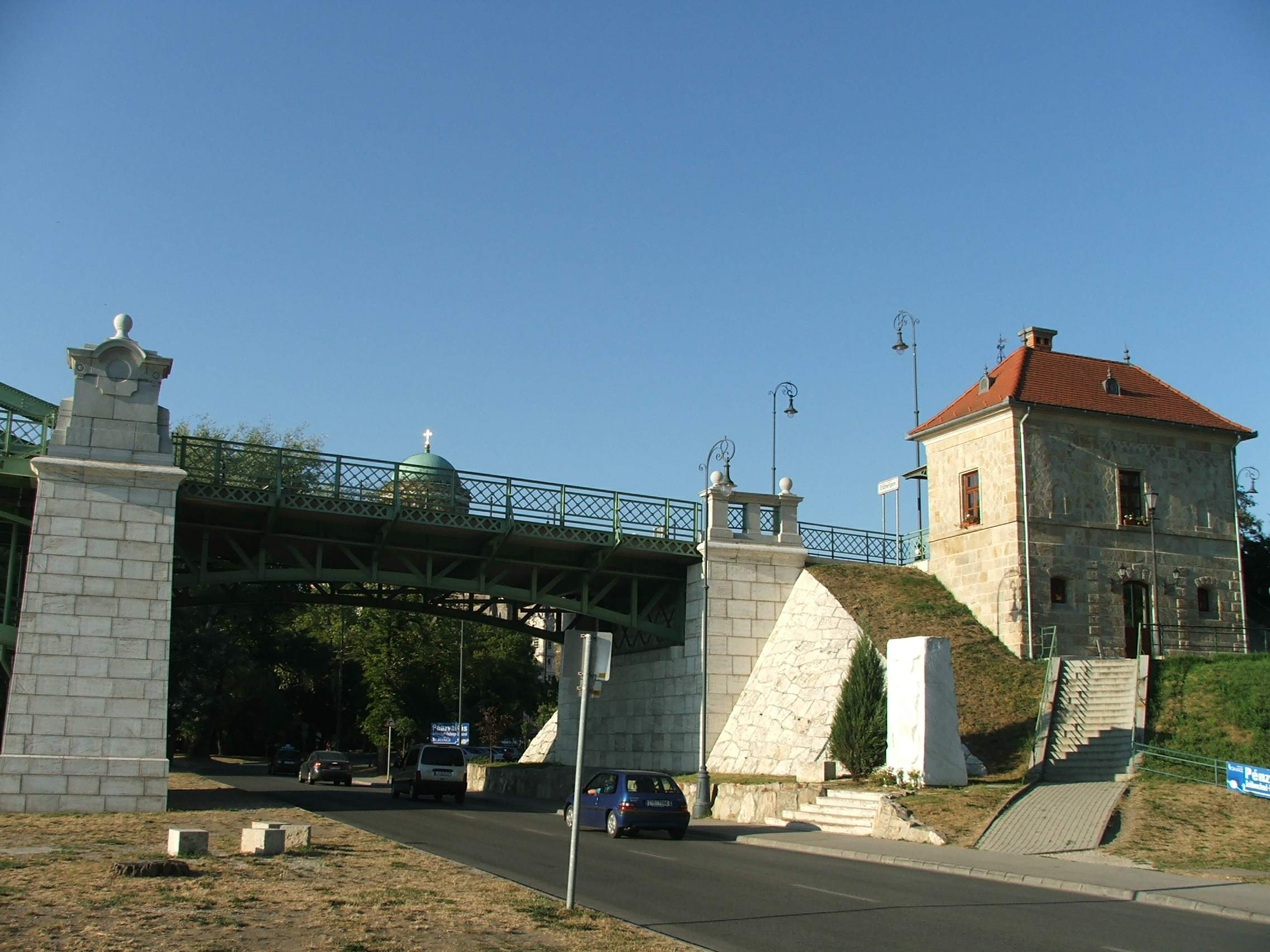
Vámszedőház a Mária Valéria híd tövében
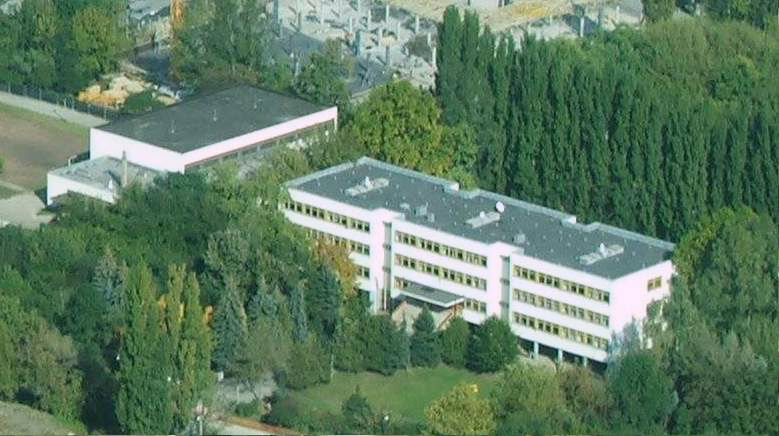
A gyakorló iskola
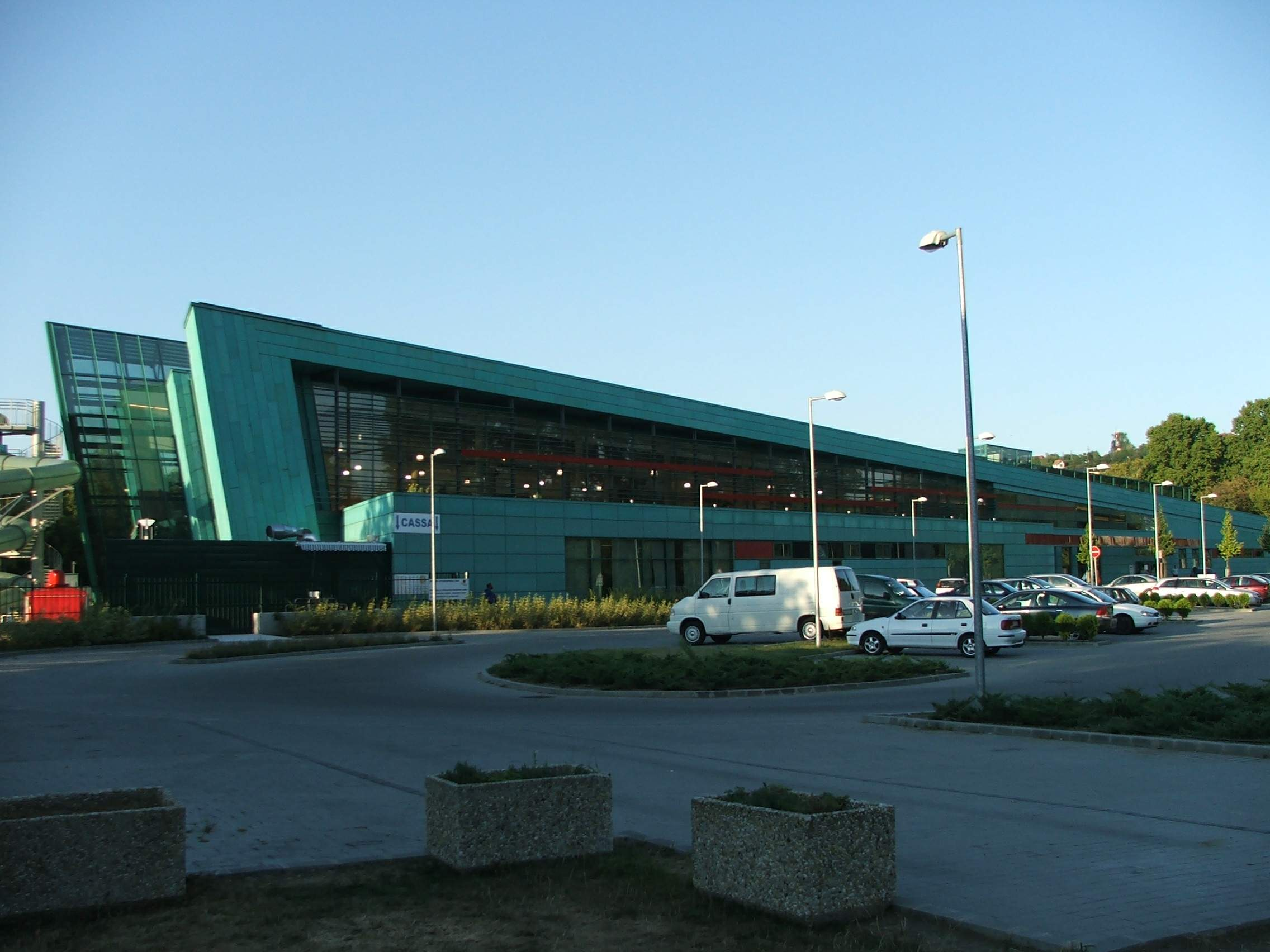
Aquasziget
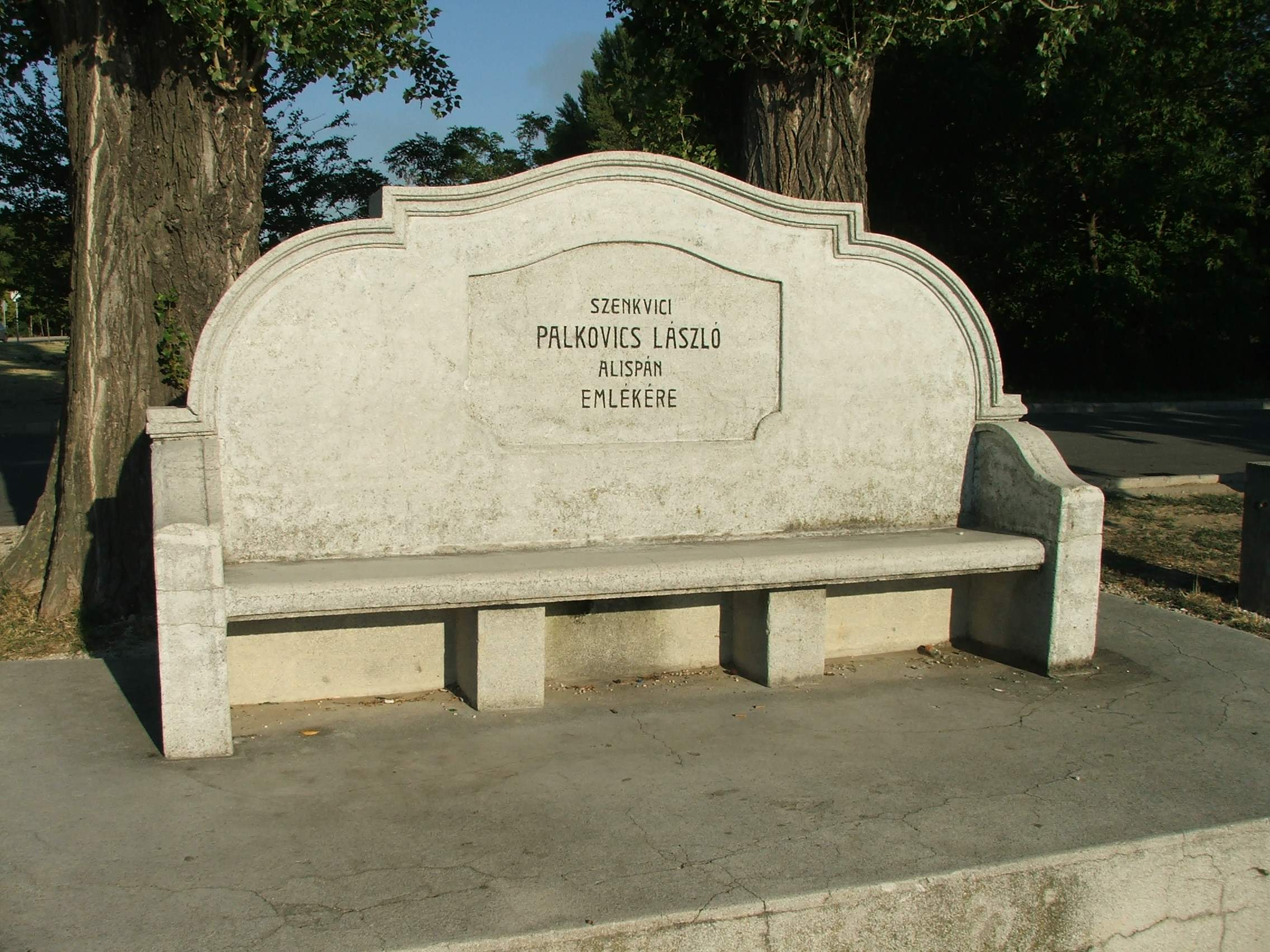
A Palkovics-pad

## Lásd még
- Helemba-sziget